# Animismo
El animismo (del latín anima, ‘alma’) es un concepto que engloba diversas creencias en las que tanto objetos (útiles de uso cotidiano o bien aquellos reservados a ocasiones especiales) como cualquier elemento del mundo natural (montañas, ríos, el cielo, la tierra, determinados lugares, espíritus, rocas, plantas, animales, árboles, etc.) están dotados de movimiento, vida, alma o consciencia propia.
Si bien dentro de esta concepción cabrían múltiples variantes del fenómeno, como la creencia en seres espirituales, incluidas las almas humanas, en la práctica la definición se extiende a que seres sobrenaturales personificados, dotados de razón, inteligencia y voluntad, habitan los objetos inanimados y gobiernan su existencia. Esto se puede expresar simplemente como que todo está vivo, es consciente o tiene un alma.
Aunque cada cultura tiene sus propias mitologías y rituales diferentes, se dice que el "animismo" describe el hilo fundamental más común de las perspectivas "espirituales" o "sobrenaturales" de los pueblos indígenas. La perspectiva animista es tan extensa e inherente a la mayoría de los pueblos indígenas que a menudo ni siquiera tienen una palabra en sus idiomas que corresponda a "animismo" (o incluso "religión"); el término es una construcción antropológica.
En gran parte debido a tales discrepancias etnolingüísticas y culturales, se ha discutido sobre si el "animismo" se refiere a un modo ancestral de experiencia común a los pueblos indígenas de todo el mundo, o a una religión en toda regla. La definición actualmente aceptada de animismo fue desarrollada a finales del siglo XIX (1871) por Sir Edward Tylor, quien la creó como "uno de los primeros conceptos de antropología, si no el primero".
El animismo abarca las creencias de que todos los fenómenos materiales tienen agencia, relacionándose y conformando un ánima universal ("Anima mundi"), y que no existe una distinción dura y rápida; incluso tradiciones como las presentes en Japón, van más allá, y por ejemplo podemos encontrar la creencia de ánima en los objetos creados, principalmente en los antiguos (Tsukumogami); o incluso en los actos realizados, tales como la palabra del habla a través del concepto de Kotodama (el poder de la palabra).
En América podemos encontrar por ejemplo la creencia en los Ngen (espíritus de la naturaleza).
En África el animismo se encuentra en su versión más compleja y acabada, siendo así que incluye el concepto de magara o fuerza vital universal, que conecta a todos los seres animados, así como la creencia en una relación estrecha entre las almas de los vivos y los muertos. 
Los neopaganos a veces describen como animista a su sistema de creencias; un ejemplo de esta idea es que la diosa madre y el dios cornudo coexisten en todas las cosas. Asimismo, los panteístas igualan a Dios con la existencia.
El término también es el nombre de una teoría de la religión propuesta en 1871 por el antropólogo Edward Burnett Tylor en su libro Primitive Culture (Cultura primitiva).

## Orígenes y ubicación geográfica

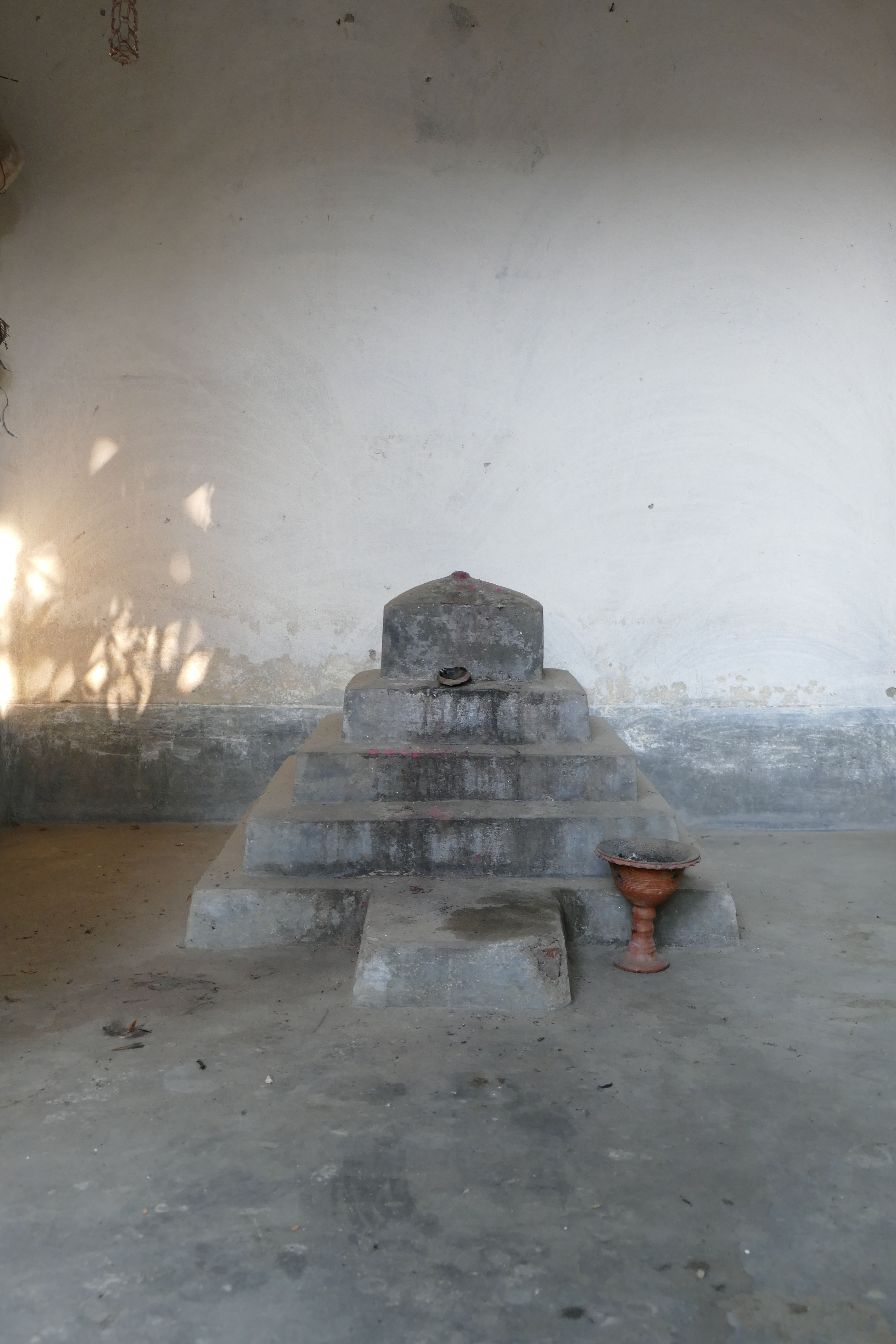
Lugar sagrado en una aldea Santhal en el distrito de Dinajpur, Bangladés.

Se encuentran trazas de animismo en África al sur del Sáhara, Australia, Oceanía, sudeste y centro de Asia y en toda América. La arqueología y la antropología estudian el animismo actualmente presente en las culturas indígenas. Algunos conceptos antiguos acerca del alma se pueden analizar a partir de los términos con que ésta era denominada. Por ejemplo, los lectores de Dante conocen la idea de que los muertos no tienen sombra (ombra). Esto no fue una invención del poeta sino una noción que proviene del folclore anterior al cristianismo. 
En las Islas Canarias, los aborígenes canarios profesaban una religión animista (mitología guanche).
En Sudamérica, el pueblo Mapuche profesa el animismo a través de la creencia en los Ngen, espíritus de la naturaleza; los cuales mantienen el equilibrio y orden entre la naturaleza (Ñuke Mapu) y los seres humanos. Siendo los Ngen una de las principales creencias junto al culto a los antepasados (llamados espíritus pillanes).
En África, los basutos sostienen que una persona que camina por la orilla de un río puede perder la vida si su sombra toca el agua, ya que un cocodrilo podría engullirla y arrastrar a la persona dentro del agua. 
En oriente destaca la tradición Bön y el Sintoísmo.
En algunas tribus de Norte y Suramérica, Tasmania y en la Europa clásica, se encuentra el concepto de que el alma —σκιά, skiá, umbra— se identifica con la sombra de una persona.
En cambio en la cultura occidental hay conexión entre el alma y la respiración. Esta identificación se encuentra tanto en los idiomas indoeuropeos como en las lenguas semíticas. Aire en latín se dice spíritus; en griego, pneuma y en hebreo, ruach. Esta idea se encuentra también en Australia, varios puntos de la América precolombina y Asia.
Para algunas culturas indígenas de América y en las primeras religiones romanas, la costumbre de recibir el último aliento de un moribundo no era sólo un deber piadoso sino el medio de asegurarse de que su alma se reencarnaría en el vientre de una nueva madre, y no quedaría como un fantasma errante. Otros conceptos conocidos identifican el alma con el hígado, con el corazón, con la figura que se ve reflejada en la pupila del ojo y con la sangre.
Aunque a veces se distingue el alma o principio vital del cuerpo (que también poseerían los animales) como algo diferente del espíritu humano, hay casos en que un estado de inconsciencia se explica como debido a la ausencia de este. Los indígenas del sur de Australia llaman wilyamarraba (sin alma) a una persona desmayada.
También el trance autohipnótico de un chamán o de un profeta se cree que se debe a su visita al más allá, de donde trae profecías y noticias de personas muertas. La telepatía o la clarividencia, con o sin trance, se puede operar para producir la convicción de la naturaleza dual (material-espiritual) del ser humano, ya que hacía parecer posible que hechos desconocidos para el médium se pudieran descubrir por medio de una bola de cristal.
La enfermedad a menudo se explica como la ausencia del alma y a veces se toman determinadas medidas para atraer el alma errante de vuelta. En la tradición china, cuando una persona está al borde de la muerte y se cree que el alma ha dejado su cuerpo, el abrigo del paciente es sostenido en un largo poste de bambú mientras un sacerdote se esfuerza por devolver el espíritu al abrigo por medio de conjuros. Si el bambú comienza a girar en las manos del pariente que se ha dispuesto para sostenerlo, esto se considera como signo de que el alma del moribundo ha vuelto.

## Teorías
Las antiguas perspectivas de animismo, que desde entonces se han denominado el "antiguo animismo", tenían que ver con el conocimiento de lo que está vivo y qué factores hacen que algo viva. 
El "viejo animismo "asumió que los animistas eran individuos que no podían entender la diferencia entre personas y cosas.
Los críticos del "viejo animismo" lo han acusado de preservar la "retórica y cosmovisión colonialista y dualista".

### Definición de Edward Tylor

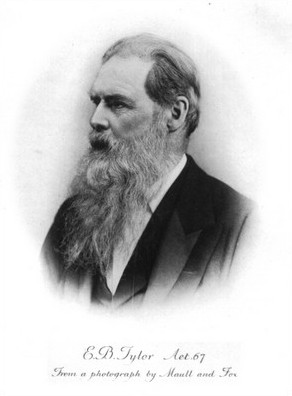
Edward Tylor El animismo desarrollado como teoría antropológica.

La idea del animismo fue desarrollada por el antropólogo Edward Tylor en su libro de 1871 "Cultura primitiva", en el que lo definió como "la doctrina general de las almas y otros seres espirituales en general". 
Según Tylor, el animismo a menudo incluye "una idea de penetrar la vida y la voluntad en la naturaleza"; una creencia de que los objetos naturales que no sean humanos tienen alma. Esa formulación fue un poco diferente de la propuesta por Auguste Comte como "fetichismo", pero los términos ahora tienen significados distintos.
Para Tylor, el animismo representaba la primera forma de religión, al estar situado dentro de un marco evolutivo de la religión que se ha desarrollado en etapas y que finalmente llevará a la humanidad a rechazar la religión por completo a favor de la racionalidad científica.
Por lo tanto, para Tylor, el animismo fue visto fundamentalmente como un error, un error básico del que surgió toda religión. No creía que el animismo fuera inherentemente ilógico, pero sugirió que surgió de los sueños y visiones de los primeros humanos y, por lo tanto, era un sistema racional. Sin embargo, se basó en observaciones erróneas y no científicas sobre la naturaleza de la realidad. Stringer señala que su lectura de "Cultura primitiva" lo llevó a creer que Tylor simpatizaba mucho más con las poblaciones "primitivas" que muchos de sus contemporáneos y que Tylor no expresó ninguna creencia de que hubiera alguna diferencia entre las capacidades intelectuales de las personas "salvajes" y los occidentales.
Tylor inicialmente había querido describir el fenómeno como "espiritualismo", pero se dio cuenta de que eso causaría confusión con la corriente moderna del espiritualismo, que entonces prevalecía en las naciones occidentales. Adoptó el término "animismo" de los escritos del científico alemán Georg Ernst Stahl, quien, en 1708, había desarrollado el término animismus como teoría biológica de que las almas formaban el principio vital y que los fenómenos normales de la vida y los fenómenos anormales de la enfermedad podrían remontarse a causas espirituales. El primer uso conocido en inglés apareció en 1819.
El arqueólogo Timothy Insoll ha descartado la idea de que alguna vez hubo "una forma universal de religión primitiva" (ya sea etiquetada como "animismo", "totemismo" o "chamanismo") como "poco sofisticada" y "errónea". ], quien afirmó que "elimina la complejidad, una condición previa de la religión ahora, en todas sus variantes".

### Concepciones evolucionistas sociales
La definición de animismo de Tylor fue parte de un creciente debate internacional sobre la naturaleza de la "sociedad primitiva" por abogados, teólogos y filólogos. El debate definió el campo de investigación de una nueva ciencia: la antropología. A fines del siglo XIX, surgió una ortodoxia sobre la "sociedad primitiva", pero pocos antropólogos aún aceptarían esa definición. Los "antropólogos de sillón del siglo XIX" argumentaron que la "sociedad primitiva" (una categoría evolutiva) fue ordenada por parentesco y se dividió en grupos de ascendencia exógamo relacionados por una serie de intercambios matrimoniales. Su religión era el animismo, la creencia de que las especies y objetos naturales tenían almas. Con el desarrollo de la propiedad privada, los grupos de descendencia fueron desplazados por la aparición del estado territorial. Estos rituales y creencias finalmente evolucionaron con el tiempo en la gran variedad de religiones "desarrolladas". Según Tylor, cuanto más avanzada científicamente se convertía una sociedad, menos miembros de esa sociedad creían en el animismo. Sin embargo, cualquier ideología remanente de almas o espíritus, para Tylor, representaba "supervivencias" del animismo original de la humanidad primitiva.

En 1869 (tres años después de que Tylor propusiera su definición de animismo), el abogado de Edimburgo, John Ferguson McLennan, argumentó que el pensamiento animista evidente en fetichismo dio lugar a una religión que llamó Totemismo. Argumentó que las personas primitivas creían que descendían de la misma especie que su animal totémico. Los debates posteriores entre los 'antropólogos del sillón' (incluido J. J. Bachofen, Émile Durkheim y Sigmund Freud) permanecieron centrados en totemismo en lugar de animismo, con pocos desafiando directamente la definición de Tylor. De hecho, los antropólogos "han evitado habitualmente el tema del animismo e incluso el término en sí mismo en lugar de revisar esta noción prevaleciente a la luz de sus nuevas y ricas etnografías".

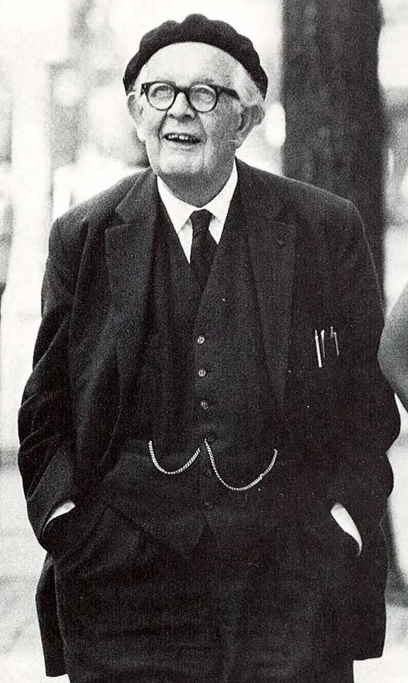
Fotografía de Jean Piaget

Según el antropólogo Tim Ingold, el animismo comparte similitudes con el totemismo, pero difiere en su enfoque en los seres espirituales individuales que ayudan a perpetuar la vida, mientras que el totemismo más típicamente sostiene que hay una fuente primaria, como la tierra misma o el antepasados, que proporcionan la base de la vida. Ciertos grupos religiosos indígenas como los aborígenes australianos son más típicamente totémicos, mientras que otros como los inuit son más típicamente animistas en su visión del mundo.
Uno de los principales investigadores y eruditos de la psicología, Jean Piaget. Marcado durante su vida por una profunda incertidumbre espiritual. Piaget creía que el desarrollo intelectual es el resultado de la interacción del niño con el medio, su mundo, con la excepcionalidad de la madurez biológica  y la simple influencia de su entorno como el único determinante de dicho desarrollo. De esta manera, se aleja tanto de la especulación como del psicoanálisis de Sigmund Freud, evitando simplificaciones excesivas y puntos de vista extremos, también distanciándose de B. Watson o B.F. Skinner.
Piaget Sugirió que los niños nacieron con una cosmovisión animista innata en la que antropomorfizaron objetos inanimados, y que fue más tarde cuando crecieron de esta creencia.
Piaget afirmaba que siempre había una “conexión” con nosotros y los objetos y por ello no simpatizaba ni con el empirismo ni con el innatismo. Se consideraba constructivista porque veía el conocimiento como una construcción continua, además que cada uno de nosotros está constantemente creando su propio conocimiento. Para el psicólogo la cognición no está preformada ni en los objetos ni en el sujeto, ya que estamos continuamente organizando, construyendo y reconstruyendo lo que sabemos. En consecuencia, se desvía del empirismo, porque esta vertiente considera que el “saber” es una copia de los objetos. Pero nunca debe de ser una réplica sino una asimilación o interpretación. Se trata de una integración del objeto a la estructura anterior del individuo.
Por el contrario, a partir de su investigación etnográfica, Margaret Mead argumentó lo contrario, creyendo que los niños no nacieron con una cosmovisión animista, sino que se volvieron aculturados a esas creencias según fueron educados por su sociedad. Cabe destacar el importante papel de Margaret Mead no solo en sus contribuciones sobre esta investigación sino por ser de igual manera una figura de verdadera relevancia en contra del sexismo bilogicista. Además de trabajar acerca de las diferencias sexuales del trabajo y las precursoras del término "género"  tan presente en la actualidad.
Retornando a los estudios sobre el animismo, Stewart Guthrie vio el animismo, o "atribución" como lo prefería, como una estrategia evolutiva para ayudar a la supervivencia. Argumentó que tanto los humanos como otras especies animales ven los objetos inanimados como potencialmente vivos como un medio de estar constantemente en guardia contra posibles amenazas. Su explicación sugerida, sin embargo, no trató con la pregunta de por qué tal creencia se convirtió en central para la religión.
En 2000, Guthrie sugirió que el concepto "más extendido" del animismo era que era la "atribución de espíritus a los fenómenos naturales como piedras y árboles ".

### El animismo en la actualidad
Muchos antropólogos dejaron de usar el término "animismo", por considerarlo demasiado cercano a la teoría antropológica temprana y la polémica religiosa. Sin embargo, el término también había sido reclamado por grupos religiosos, a saber comunidades indígenas y era adoración de la naturaleza - quienes sintieron que describía adecuadamente sus propias creencias, y que en algunos casos se identificaron activamente como "animistas". Fue adoptados de esta manera por varios estudiosos, sin embargo, comenzaron a usar el término de una manera diferente, poniendo el foco en saber cómo comportarse con otras personas, algunas de las cuales no son humanas. Como afirmó el estudioso de estudios religiosos Graham Harvey, aunque la definición de "antiguo animista" había sido problemática, el término "animismo" era, sin embargo, "de considerable valor como término académico crítico". para un estilo religioso y cultural relacionado con el mundo ".
El animismo goza de una gran popularidad en la actualidad, en diversas regiones del mundo ya que creencia en la existencia del alma es algo que se presenta en las más disímiles culturas a lo largo de la historia y del mundo.
El animismo es un tema bastante extenso e indudablemente con un grado de personalización cultural alta. Desde siempre se ha relacionado el animismo para tratar de explicar lo que hay más allá de la muerte, lo intangible existente o sencillamente las cosas que son para la mayoría inexplicables, es decir una forma de pensamiento que vincula al ser humano con las cosas que lo rodean.

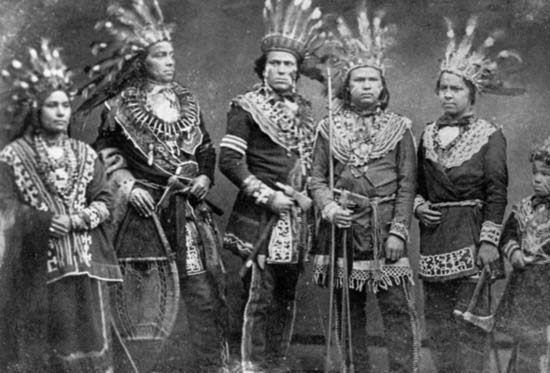
Cinco jefes ojibwe en el ; fueron los estudios antropológicos de la religión ojibwe que dieron lugar al desarrollo del "nuevo animismo".

El "nuevo animismo" surgió en gran medida de las publicaciones del antropólogo Irving Hallowell que se produjeron sobre la base de su investigación etnográfica entre las comunidades Ojibwe de Canadá a mediados del siglo XX. Para el Ojibwe encontrado por Hallowell, persona no requería semejanza humana, sino que se percibía a los humanos como a otras personas, que por ejemplo incluidas personas de roca y personas de oso. Para los Ojibwe, estas personas eran seres voluntarios que adquirieron significado y poder a través de sus interacciones con los demás; al interactuar respetuosamente con otras personas, ellos mismos aprendieron a "actuar como una persona". El enfoque de Hallowell para comprender la personalidad de Ojibwe difería mucho de los conceptos antropológicos anteriores del animismo. Hizo hincapié en la necesidad de desafiar las perspectivas modernistas y occidentales de lo que es una persona entrando en un diálogo con diferentes puntos de vista mundiales.
El enfoque de Hallowell influyó en el trabajo de la antropóloga Nurit Bird-David, quien produjo un  artículo académico revaluando la idea del animismo en 1999. Siete comentarios de otros académicos fueron proporcionados en la revista, debatiendo las ideas de Bird-David.
Más recientemente, los antropólogos posmodernos están cada vez más comprometidos con el concepto de animismo. El modernismo se caracteriza por un dualismo cartesiano sujeto-objeto que divide lo subjetivo de lo objetivo y la cultura de la naturaleza; Desde este punto de vista, el animismo es el inverso de cientificismo y, por lo tanto, es inherentemente inválido. Basándose en el trabajo de Bruno Latour, estos antropólogos cuestionan estas suposiciones modernistas y teorizan que todas las sociedades continúan "animando" el mundo que los rodea, y no solo como una supervivencia de Tylorian del pensamiento primitivo. Más bien, la razón instrumental característica de la modernidad se limita a nuestras "subculturas profesionales", lo que nos permite tratar al mundo como un objeto mecánico separado en una esfera de actividad delimitada. Nosotros, como animistas, también continuamos creando relaciones personales con elementos del llamado mundo objetivo, ya sean mascotas, autos o ositos de peluche, a quienes reconocemos como sujetos. Como tal, estas entidades son "abordadas como sujetos comunicativos más que como objetos inertes percibidos por los modernistas". Estos enfoques son cuidadosos para evitar los supuestos modernistas que el entorno consiste dicotómicamente en un mundo físico distinto de los humanos, y de concepciones modernistas de la persona compuesta dualistamente como cuerpo y alma.
Nurit Bird-David argumenta que "las ideas positivistas sobre el significado de 'naturaleza', 'vida' y 'personalidad' dirigieron erróneamente estos intentos previos de comprender los conceptos locales. Los teóricos clásicos (se argumenta) atribuyeron sus propias ideas modernistas de sí mismos a "pueblos primitivos" mientras afirman que los "pueblos primitivos" leen su idea de sí mismos a los demás " Ella argumenta que el animismo es una "epistemología relacional", y no un fracaso de Tylor razonamiento primitivo Es decir, la identidad propia entre los animistas se basa en sus relaciones con los demás, más que en alguna característica distintiva del yo. En lugar de centrarse en el ser modernista esencializado (el "individuo"), las personas son vistas como paquetes de relaciones sociales ("divididas"), algunas de las cuales están con "superpersonas" (es decir, no humanos).

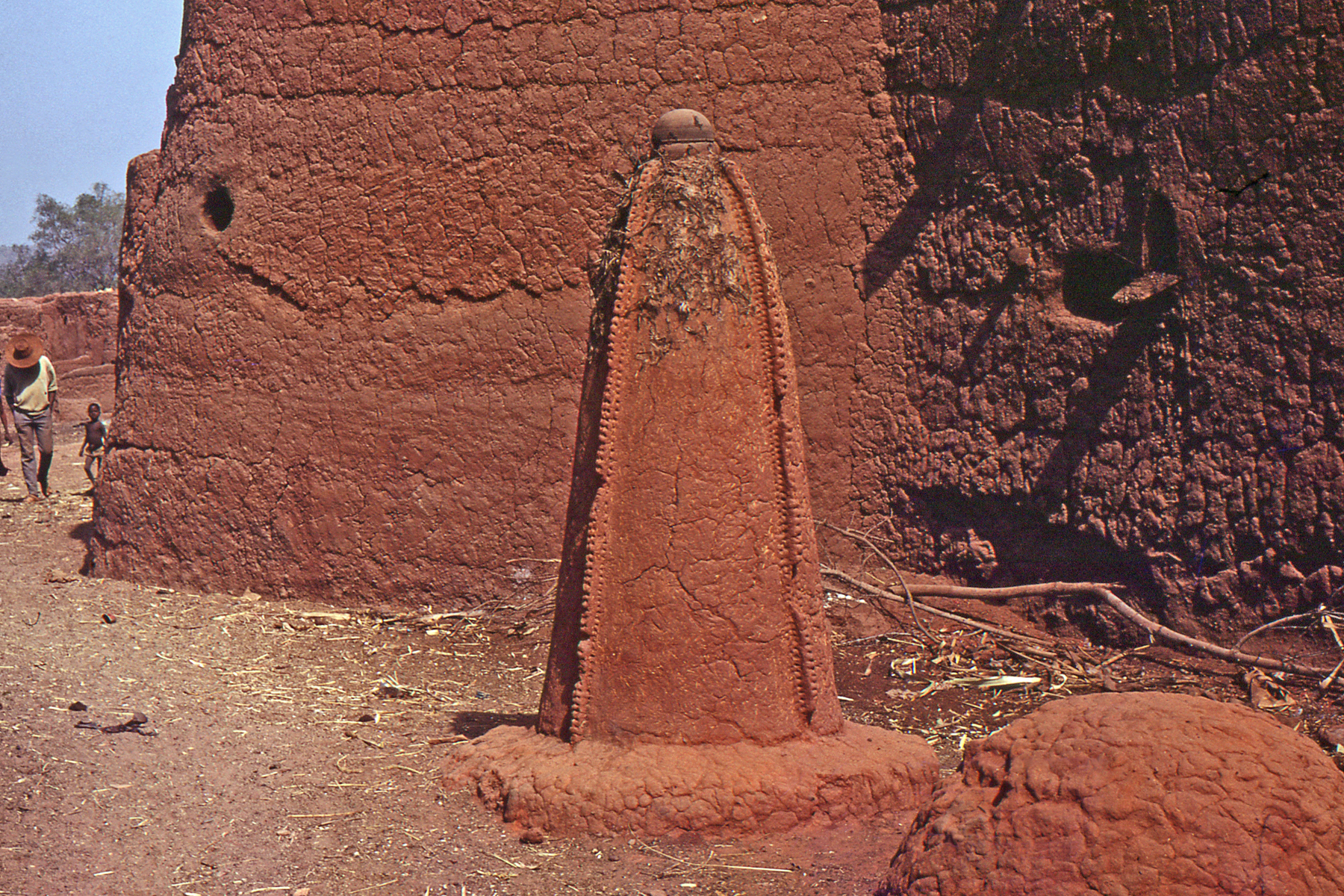
Altar animista, del pueblo bozo, Mopti, Bandiagara, Mali en 1972

Guthrie expresó críticas por la actitud de Bird-David hacia el animismo, creyendo que promulgaba la opinión de que "el mundo es en gran medida lo que sea que lo haga nuestra imaginación local". Esto, pensó, daría como resultado que la antropología abandonara "el proyecto científico".
Tim Ingold, como Bird-David, argumenta que los animistas no se ven a sí mismos como separados de su entorno:

«Los cazadores-recolectores, por regla general, no se acercan a su entorno como un mundo externo de la naturaleza que debe ser 'captado' intelectualmente y la separación de la mente y la naturaleza no tiene lugar en su pensamiento y práctica.»

Willerslev extiende el argumento al señalar que los animistas rechazan esto dualismo cartesiano, y que el animista se identifica con el mundo, "sintiéndose a la vez" dentro "y" aparte "de él para que los dos se deslicen incesantemente dentro y fuera del otro en un circuito cerrado". El cazador animista es consciente de sí mismo como un cazador humano, pero, a través de la mímica, puede asumir el punto de vista, los sentidos y la sensibilidad de su presa, para ser uno con él. El chamanismo, desde este punto de vista, es un intento cotidiano de influir en los espíritus de antepasados y animales al reflejar sus comportamientos mientras el cazador hace su presa.
El ecologista y filósofo cultural David Abram articula una comprensión intensamente ética y ecológica del animismo basada en la fenomenología de la experiencia sensorial. En sus libros "The Spell of the Sensuous" y "Becoming Animal", Abram sugiere que las cosas materiales nunca son completamente pasivas en nuestra experiencia perceptiva directa, sino que las cosas percibidas activamente "solicitan nuestra atención" o "llaman a nuestro enfoque", persuadiendo al cuerpo perceptor para que participe continuamente con esas cosas. En ausencia de tecnologías intervinientes, sugiere, la experiencia sensorial es inherentemente animista, revelando un campo material que es animado y autoorganizado desde el primer momento. Basándose en la ciencia cognitiva y natural contemporánea, así como en las visiones del mundo en perspectiva de diversas culturas indígenas y orales, Abram propone una cosmología rica en pluralismo e historia en la que la materia está viva de principio a fin. Tal ontología relacional está muy de acuerdo, sugiere, con nuestra experiencia perceptiva espontánea; nos llevaría de vuelta a nuestros sentidos y a la primacía del terreno sensorial, al establecer una relación más respetuosa y ética con la comunidad más que humana de animales, plantas, suelos, montañas, aguas y patrones climáticos que nos sostienen materialmente.
En contraste con una tendencia de larga data en las ciencias sociales occidentales, que comúnmente proporcionan explicaciones racionales de la experiencia animista, Abram desarrolla una descripción animista de la razón misma. Sostiene que la razón civilizada se sustenta solo por una intensa participación animista entre los seres humanos y sus propios signos escritos. Por ejemplo, tan pronto como dirigimos nuestra mirada hacia las letras alfabéticas escritas en una página o una pantalla, "vemos lo que dicen", es decir, las letras parecen hablarnos, como arañas, árboles, ríos que brotan y rocas incrustadas de líquenes una vez hablaron a nuestros antepasados orales. Para Abram, la lectura puede entenderse útilmente como una forma intensamente concentrada de animismo, una que efectivamente eclipsa a todas las otras formas más antiguas y más espontáneas de participación animista en las que alguna vez participamos.

«Contar la historia de esta manera, para proporcionar una descripción animista de la razón, en lugar de al revés, implica que el animismo es el término más amplio y más inclusivo, y que los modos de experiencia oral y mimético aún subyacen y respaldan, todos nuestros modos de reflexión literarios y tecnológicos. Cuando el enraizamiento de la reflexión en tales modos de experiencia corporales y participativos es totalmente desconocido o inconsciente, la razón reflexiva se vuelve disfuncional, destruyendo involuntariamente el mundo corporal y sensual que lo sustenta.»

El estudioso de estudios religiosos Graham Harvey definió el animismo como la creencia "de que el mundo está lleno de personas, solo algunas de las cuales son humanas, y que la vida siempre se vive en relación con los demás". Añadió que, por lo tanto, está "preocupado por aprender a ser una buena persona en relaciones respetuosas con otras personas". Graham Harvey, en su Manual del animismo contemporáneo de 2013, identifica la perspectiva animista en línea con el "yo-tú" de Martin Buber en lugar del "yo-él". En ese sentido, dice Harvey, el Animista adopta un enfoque de yo-tú para relacionarse con su mundo, donde los objetos y los animales son tratados como un "tú" en lugar de un "eso".

## Creencias del animismo
El principio general del animismo es la creencia en la existencia de una fuerza vital sustancial presente en todos los seres animados, y sostiene la interrelación entre el mundo de los vivos y el de los muertos, reconociendo la existencia de múltiples dioses con los que se puede interactuar, o de un Dios único aunque inaccesible en una adaptación moderna. 
Sus orígenes no son precisables al contrario que las religiones proféticas, siendo junto al chamanismo una de las más antiguas creencias de la Humanidad. La religión del Antiguo Egipto estaba fundada sobre bases animistas.

### Características generales
- La vida continúa después de la muerte.
- Se puede interactuar directamente con los espíritus y la naturaleza.
- Se reconoce la existencia de una gran variedad de espíritus, dioses y entidades.
- El alma puede abandonar el cuerpo durante meditación, trances, sueños o sustancias naturales.
- Se cree en la mediación de personas sagradas: chamanes, hechiceros, brujos, médiums,  etcétera.
- Hay seres espirituales que viven en el alma o espíritu del ser humano, o de cualquier otro ser.
- Se fusionan conceptos: individuo-comunidad, pasado-presente-futuro, objeto-símbolo, tiempo-tiempos, entre otros conceptos.
- Se realizan ofrendas o sacrificios expiatorios y a discreción.
- Todo está vivo, existencia de una conciencia universal y conexión universal.
- Se es partes de un todo siendo solo uno en conjunto de todos.
- Las cosas se cargan de energía y afectan según el creyente.
- Las sustancias naturales o plantas se utilizan como medios de aprendizaje, sanación, o reveladoras.
- Siempre se está abierto a cualquier nueva idea o pensamiento.
- Todo influye, pero tú decides.
- Respeto, humildad, conocimiento, comprensión y compartir.

### Vida después de la muerte
La mayoría de los sistemas de creencias animistas sostienen que existe un alma que sobrevive a la muerte del cuerpo. Creen que el alma pasa a un mundo más cómodo, de abundantes juegos y cultivos agrícolas continuos. Otros sistemas, como el de los navajo de América del Norte, aseguran que el alma permanece en la Tierra como fantasma, a veces malvado.
Otras culturas combinan estas dos creencias, y afirman que el alma debe escapar de este plano y no perderse en el camino, de lo contrario se volvería fantasma y vagaría durante mucho tiempo. Para el éxito en esta tarea los supervivientes del muerto consideran necesario realizar funerales de duelo y adoración a los ancestros. En las culturas animistas a veces los rituales no son realizados por los particulares sino por sacerdotes o chamanes que se supone poseen poderes espirituales más grandes o diferentes a la experiencia humana normal.
La práctica de reducción de cabezas que realizaban algunas culturas de América del Sur deriva de la creencia animista en que el alma del enemigo puede escapar si no se atrapa dentro de su cráneo. El enemigo entonces transmigraría al útero de una hembra de animal depredador, de donde nacería para vengarse del asesino.
[cita requerida]

#### El animismo y la muerte
En muchas partes del mundo se sostiene que el cuerpo humano es el asiento de más de un alma. En la isla de Nías son distinguidas cuatro: la sombra y la inteligencia que se mueren con el cuerpo, un espíritu tutelar, y un segundo espíritu que se lleva en la cabeza. Se encuentran ideas similares entre los euahlayi del sudeste de Australia, los dakotas y muchas otras tribus. Así como en Europa el fantasma de una persona muerta suele frecuentar el cementerio o el lugar de muerte, otras culturas asignan moradas diferentes a las almas múltiples que ellos atribuyen al hombre. De las cuatro almas de una dakota, una se quedar con el cadáver, otra en el pueblo, una tercera se mezcla con el aire, mientras la cuarta va a la tierra de almas donde la parte que ocupa puede depender de su trayectoria en esta vida, su género, manera de morir o sepultura, en la observancia debida del ritual del entierro, o de muchos otros factores.
De la creencia en la supervivencia del muerto proviene la práctica de ofrecer comida, mientras se encienden fuegos, etc., en la tumba; al principio, quizá, como un acto de amistad o de piedad filial, después como un acto de culto hacia el antepasado. La simple ofrenda de comida o el derramamiento de sangre en la tumba evoluciona después en un sistema detallado de sacrificio. Incluso donde el culto a los ancestros no existe, el deseo de proporcionar consuelo al muerto en la vida futura puede llevar al sacrificio de esposas, esclavos, animales, etc. Así, sucesivamente, hasta llegar a la ruptura o quema de objetos en la tumba, o a la provisión del peaje del barquero: una moneda puesta sobre la boca o los ojos del cadáver para pagar los gastos del viaje del alma. Pero no todo acaba con el pago del pasaje del alma a la tierra de los muertos. El alma puede volver para vengar su muerte ayudando a descubrir al asesino, o para descargar la venganza sobre este. Hay una creencia extendida que aquellos que sufren una muerte violenta se convierten en espíritus malignos y ponen en peligro las vidas de aquellos que vienen la mancha frecuentada casi. La mujer que muere en el parto se vuelve un pontianak, y amenaza la vida de seres humanos. Las personas acuden a medios mágicos o religiosos para rechazar sus peligros espirituales.

### Alma en los objetos inanimados
Algunas culturas no hacen distinción entre los objetos animados e inanimados. Los fenómenos naturales, las características geográficas, los objetos cotidianos y los artículos manufacturados pueden estar también provistos de almas y/o energía espiritual (prana, pneuma, qì, etc) que le otorgaría una existencia espiritual.
En el norte de Europa, en la antigua Grecia y en China, el espíritu del agua o del río es el caballo o una figura con forma de toro. El monstruo del agua que tiene forma de serpiente es más habitual, pero no se trata estrictamente del espíritu del agua. 
En Japón destaca la creencia en los Tsukumogami, artículos ordinarios de una casa que han cobrado vida en su cumpleaños número cien. 
El sincretismo se manifiesta también en esta sección del animismo, cambiando el espíritu inmanente por el dios local de los últimos tiempos o aquel que esté vigente.
[cita requerida]

### El animismo y el sueño
Los sueños son a veces narrados en pueblos como viajes astrales realizados por el durmiente, o por animales u objetos de su entorno. Las alucinaciones, o sueños lúcidos posiblemente deben haber contribuido a fortificar esta interpretación, así como la teoría animística en general. Más importante aún que todos estos fenómenos, ya que es más regular y normal, era el período diario de sueño con sus ideas e imágenes frecuentemente irregulares e incoherentes. La mera inmovilidad del cuerpo era suficiente para mostrar que su estado no era idéntico al de la vigilia. 
Cuando, además, el durmiente despertaba para dar razón de una serie de visitas a lugares lejanos, de los cuales, tal como sugieren las investigaciones psíquicas modernas, podía incluso arrojar o traer detalles verídicos, la conclusión irresistible debe haber sido que, en el sueño, algo que no era el cuerpo viajaba al más allá.
Si el fenómeno de los sueños fue de gran importancia en el desarrollo prehistórico del animismo, esta creencia debe haberse expandido rápidamente hasta convertirse en una filosofía de la naturaleza de la realidad. De la reaparición en sueños de personas muertas, el hombre primitivo fue inevitablemente llevado a la creencia de que existió una parte incorpórea del hombre, un cuerpo sutil que sobrevivió a la disolución del cuerpo. El alma fue concebida para ser un facsímil, una especie de doble del cuerpo, a veces no menos material, a veces más sutil, a veces totalmente impalpable e intangible.
Como en los sueños no solo se ven seres humanos sino también animales y objetos inanimados, la conclusión debe de haber sido que ellos también tenían espíritu, aunque las primeras religiones pueden haber llegado a esta conclusión mediante otra línea de argumentación.

## Evolución del animismo al monoteísmo
La humanidad, en sus 150 000 años de haber evolucionado a Homo sapiens vio las creencias en dioses hasta hace unos 30 000 años; siendo estos politeístas. Según muchos eruditos, el monoteísmo evolucionó del politeísmo apenas cerca de unos 5000 años. 
Augusto Comte mostraba que la creencia del monoteísmo tuvo su evolución del politeísmo y este a su vez evolucionó del fetichismo.

## Religión y animismo
Generalmente el animismo se describe como una religión. Según lo interpretan religiones modernas para intentar marcar una diferencia, muchos sistemas animistas de creencias no son en absoluto una religión, ya que ésta implica alguna forma de emoción. Pero en realidad, el animismo es una filosofía que permea múltiples religiones, que propone una explicación de fenómenos, que implica una actitud (y por tanto un conjunto de emociones) hacia la causa de tales fenómenos.
Sin embargo, el término se suele utilizar para describir una etapa primigenia de la religión, en la que las personas tratan de establecer una relación con poderes invisibles, concebidos como espíritus, y que pueden llegar a formar diversas jerarquías, como en los múltiples dioses del politeísmo.

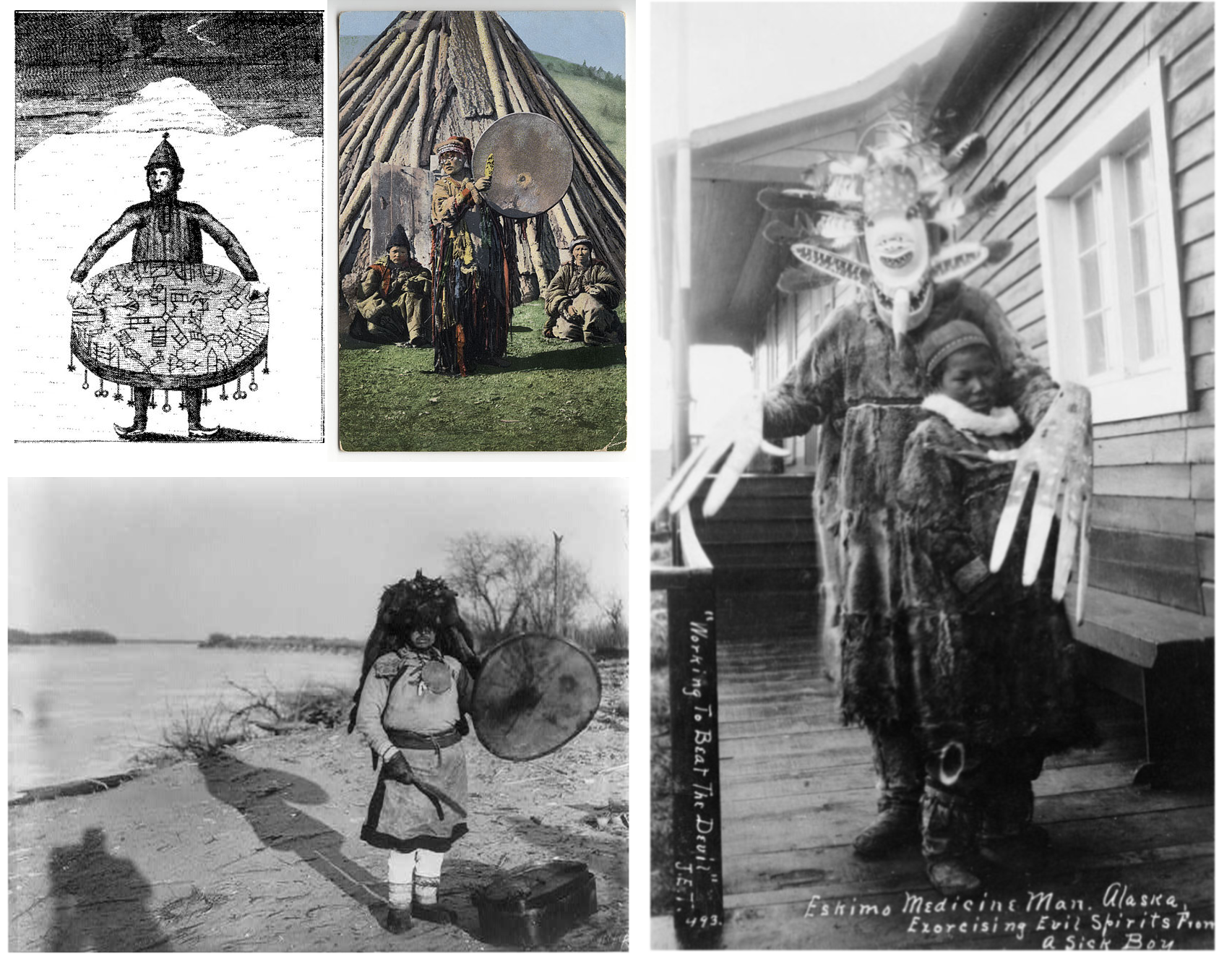
Un cuadro que presenta figuras de varias culturas que desempeñan funciones de mediador, a menudo denominadas como "chaman" en la literatura

Existe un desacuerdo continuo (y no hay consenso general) sobre si el animismo es simplemente una creencia religiosa singular, que abarca ampliamente o una visión del mundo en sí misma, que comprende muchas mitologías diversas que se encuentran en todo el mundo en muchas culturas diversas. Esto también genera una controversia con respecto a las afirmaciones éticas que el animismo puede o no hacer: si el animismo ignora las preguntas de ética  en conjunto o, dotando de espiritualidad o personalidad a varios elementos no humanos de la naturaleza, de hecho promueve una compleja ética ecológica.
Se conocen dos teorías que suponen que el animismo fue el origen de las religiones actuales. La primera, llamada teoría de los fantasmas, relaciona los comienzos de la religiones humanas con el culto a los muertos. Se la asocia principalmente con el nombre de Herbert Spencer, aunque también fue mantenida por Grant Allen.
La otra teoría, presentada por Edward Burnett Tylor, sostiene que la base de toda religión es animista, pero reconoce el carácter no humano de los dioses del politeísmo. Aunque la adoración a los antepasados o, más ampliamente hablando, el culto a los muertos, en algunos casos se superpuso a otros cultos o incluso los hizo desaparecer, no se puede asegurar su importancia, sino más bien lo contrario (otros cultos terminaron superponiéndose al culto a los antepasados). En la mayoría de los casos, el panteón de dioses está formado por una multitud de espíritus con forma a veces humana, a veces animal, que no tienen signos de haberse encarnado alguna vez. Los dioses del Sol y de la Luna, los dioses del fuego, del viento y del agua, los dioses oceánicos, y por encima de todos los dioses del cielo, no muestran signos de haber sido fantasmas en ningún período de su historia. Es verdad que algunos se pueden asociar con dioses fantasmas. Por ejemplo, algunos indígenas de Australia no dicen en ningún momento que los dioses son espíritus, y mucho menos espíritus de muertos; sus dioses son simplemente magos magnificados, super-hombres que nunca murieron. Se puede decir en general que en Australia nunca existió la adoración a los antepasados ni el culto a los muertos.

### Fetichismo / totemismo
En muchas visiones del mundo animistas, el ser humano a menudo se considera en pie de igualdad con otros animales, plantas y fuerzas naturales.

### Chamanismo
Un chamán es una persona que se considera que tiene acceso e influencia en el mundo de  espíritus benevolentes y malévolos, que generalmente entra en un estado trance durante un ritual, y practica adivinación y curación. Según Mircea Eliade, el chamanismo abarca el La premisa de que los chamanes son intermediarios o mensajeros entre el mundo humano y los mundos espirituales. Se dice que los chamanes tratan dolencias / enfermedades reparando el alma. Aliviar los traumas que afectan el alma / espíritu restaura el cuerpo físico del individuo al equilibrio y la integridad. El chamán también entra en reinos sobrenaturales o dimensiones para obtener soluciones a los problemas que afectan a la comunidad. Los chamanes pueden visitar otros mundos / dimensiones para guiar a las almas equivocadas y mejorar las enfermedades del alma humana causadas por elementos extraños. El chamán opera principalmente dentro del mundo espiritual, lo que a su vez afecta al mundo humano. La restauración del equilibrio da como resultado la eliminación de la dolencia.
Sin embargo, Abram articula una comprensión menos sobrenatural y mucho más ecológica del papel del chamán que la propuesta por Eliade. Basándose en su propia investigación de campo en Indonesia, Nepal y las Américas, Abram sugiere que en las culturas animistas, el chamán funciona principalmente como un intermediario entre la comunidad humana y la comunidad más que humana de agencias activas: los animales locales, las plantas y los accidentes geográficos (montañas, ríos, bosques, vientos y patrones climáticos, todos los cuales tienen su propia sintiencia específica). Por lo tanto, la capacidad del chamán para sanar instancias individuales de enfermedad (o desequilibrio) dentro de la comunidad humana es un subproducto de su práctica más continua de equilibrar la reciprocidad entre la comunidad humana y el colectivo más amplio de seres animados en los que esa comunidad está incrustada.

### Distinción del panteísmo
El animismo no es lo mismo que panteísmo, aunque los dos a veces se confunden. Algunas religiones son panteístas y animistas. Una de las principales diferencias es que, si bien los animistas creen que todo es de naturaleza espiritual, no necesariamente ven la naturaleza espiritual de todo lo que existe como unida (monismo), como lo hacen los panteístas. Como resultado, el animismo pone más énfasis en la singularidad de cada alma individual. En el panteísmo, todo comparte la misma esencia espiritual, en lugar de tener espíritus o almas distintas.

## El animismo en la filosofía
El término "animismo" ha sido aplicado a muchos sistemas filosóficos diferentes. Por ejemplo para describir la visión de Aristóteles de la relación entre el alma y el cuerpo, sostenida también por los estoicos y escolásticos.
También la monadología de Leibniz ha sido designada como animista.
El término ha sido aplicado más comúnmente al vitalismo, una postura principalmente asociada con Georg Ernst Stahl y revivida por F. Bouillier (1813-1899), que sostiene que la vida y la mente son los principios directrices de la evolución y el crecimiento, y que estos no se originaron en procesos químicos o mecánicos, sino que hay una fuerza directriz que parece guiar a la energía sin alterar su cantidad.
Otra clase completamente diferente de ideas, también denominadas animistas, es la creencia en el alma del mundo, sostenida por el griego Platón, el alemán Schelling y los partidarios de Gaia (el alma de la Tierra).

## El animismo en la antropología

### La visión de Edward Burnett Tylor
Edward Burnett Tylor sostenía que las sociedades no occidentales usaban el animismo para explicar por qué sucedían las cosas. El animismo sería así la forma más antigua de religión, lo que explicaría porqué los seres humanos desarrollaron las religiones para explicar la realidad. En la época en que Tylor presentó sus teorías (Primitive Culture, 1871), éstas resultaron políticamente revolucionarias. 
Sin embargo, desde la publicación de Primitive Culture, las teorías de Tylor fueron cuestionadas desde varios ángulos:
- Las creencias de distintos pueblos que viven en lugares diferentes del globo y sin comunicación entre ellos no pueden ser aglutinadas como un solo tipo de religión.
- La función básica de la religión podría no ser la "explicación" del universo. Críticos como Marrett y Émile Durkheim argumentaron que las creencias religiosas tienen funciones emocionales y sociales más que intelectuales.
- Actualmente se ven las teorías de Tylor como etnocéntricas (centradas en su propia raza europea).
- Su visión de la religión (como aquello que explica lo inexplicable) era tanto contemporánea como occidental; y él la estaba imponiendo sobre culturas no occidentales.
- Presenta de manera arbitraria una progresión que va desde la religión (cuyas explicaciones acerca de la realidad son subjetivas) hasta llegar a la ciencia (que provee explicaciones que satisfacen a ciertos grupos) (Ver evolución cultural.)

### Fenómenos que se cree llevaron al animismo
Diversos investigadores —como Edward Burnett Tylor, Herbert Spencer, Andrew Lang y otros— creían que el "salvaje" comenzó a creer en el animismo debido a la contemplación de ciertos fenómenos. Se formó una animada controversia entre los dos primeros acerca del orden de sus respectivas listas de fenómenos. Entre estos se encuentran el trance, la inconsciencia, la enfermedad, la muerte, la clarividencia, los sueños, las apariciones de muertos, los espectros, las alucinaciones, los ecos, las sombras y los reflejos.